# Chrysuronia goudoti
A Chrysuronia goudoti a madarak osztályának sarlósfecske-alakúak (Apodiformes) rendjébe és a kolibrifélék (Trochilidae) családjába tartozó faj.

## Rendszerezése
A fajt Jules Bourcier francia természettudós írta le 1843-ban, a Trochilus nembe  Trochilus goudoti néven. Sorolták az Amazilia nembe Amazilia goudoti néven és a Lepidopyga nembe Lepidopyga goudoti néven is.

## Alfajai
- Chrysuronia goudoti goudoti (Bourcier, 1843)
- Chrysuronia goudoti luminosa (Lawrence, 1862)
- Chrysuronia goudoti phaeochroa (Todd, 1942)
- Chrysuronia goudoti zuliae (Cory, 1918)[2]

## Előfordulása
Dél-Amerika északnyugati részén, Kolumbia és Venezuela területén honos. Természetes élőhelyei a szubtrópusi vagy trópusi száraz erdők, síkvidéki esőerdők és cserjések, valamint legelők, ültetvények és vidéki kertek. Állandó, nem vonuló faj.

## Megjelenése
Testhossza 10 centiméter.
|  |

## Természetvédelmi helyzete
Az elterjedési területe nagyon nagy, egyedszáma pedig növekszik. A Természetvédelmi Világszövetség Vörös listáján nem fenyegetett fajként szerepel.